# Microchilus tessellatus
Microchilus tessellatus är en orkidéart som beskrevs av Paul Ormerod. Microchilus tessellatus ingår i släktet Microchilus och familjen orkidéer. Inga underarter finns listade i Catalogue of Life.